# Rato
Rato é uma designação comum para diversos pequenos mamíferos pertencentes à ordem dos roedores, assim como um nome genérico dado a diversos mamíferos roedores pertencentes às famílias Muridae, Cricetidae, Heteromyidae, Diatomyidae e Bathyergidae.

## Descrição
Caracterizam-se por possuir focinho pontudo, orelhas pequenas e arredondadas, e uma longa cauda nua ou quase sem pelos. As espécies mais conhecidas de rato são o Mus musculus, um típico rato doméstico, Rattus rattus e Rattus norvegicus, por vezes chamados de ratazanas e que habitam esgotos e córregos. Os ratos também são animais de estimação. Já em ambiente silvestre, a espécie mais comum é o ratos-do-campo ou rato do mato, espécie importante para a cadeia alimentar, pois são alimentos de grandes aves como falcões e águias. Os ratos domésticos possuem comportamentos furtivos, onde podem invadir casas e despensas de comida.
O americano Peromyscus leucopus e o Peromyscus maniculatus vivem em ambiente não urbano, e são geralmente chamados de camundongos no Brasil. Esses, assim como outras espécies comuns de rato como roedores existentes em todo o mundo, também podem habitar ambientes humanos. Porém, muitos deles são de outro gênero.
Gatos, cães, raposas, corujas, aves de rapina, cobras e até mesmo alguns tipos de artrópodes são os principais predadores dos ratos, principalmente as selvagens. No entanto, por causa de sua notável capacidade de adaptação a quase qualquer ambiente, o rato é um dos mais bem sucedidos entre o gênero mamíferos na Terra atualmente.
Os ratos em alguns contextos são considerados pragas, quando danificam e destroem plantações e silos de armazenamento de grãos, onde também causam danos estruturais danificando fiações, estruturas, além de ser um vetor para diversas doenças, na maioria das vezes transmitidas pelas suas fezes ou através de seus parasitas que com seus hospedeiros como a Yersinia pestis, causam doenças como a peste bubônica. Além disso, doenças como salmonelose, tifo murinho, escabiose e leptospirose também podem ser transmitidas pelas fezes dos ratos. Na América do Norte, diversos casos onde a vítima apenas respirou o pó gerado pelas fezes do rato, tem sido associada à hantavírus, o que pode levar à Síndrome Pulmonar por Hantavírus (HPS).
A maioria dos ratos possuem hábitos noturnos; eles compensam suas limitações visuais com grande senso de audição, e confiam principalmente em seu sentido do olfato para localizar comida e evitar predadores.
Os ratos são os principais animais usado para testes em laboratórios, seja para teste de medicações, como pesquisas mais desenvolvidas como células tronco e cardiológicas.
Os ratos tem capacidade de construir complexos de tocas na natureza ou em ambiente humano. Estas tocas costumam ter longas entradas e estão equipados com túneis/rotas de fuga. Há alguma evidência de um novo estudo que indica que o projeto arquitetônico de uma toca é o resultado do que é pré-escrito no DNA de um rato.

## Reprodução

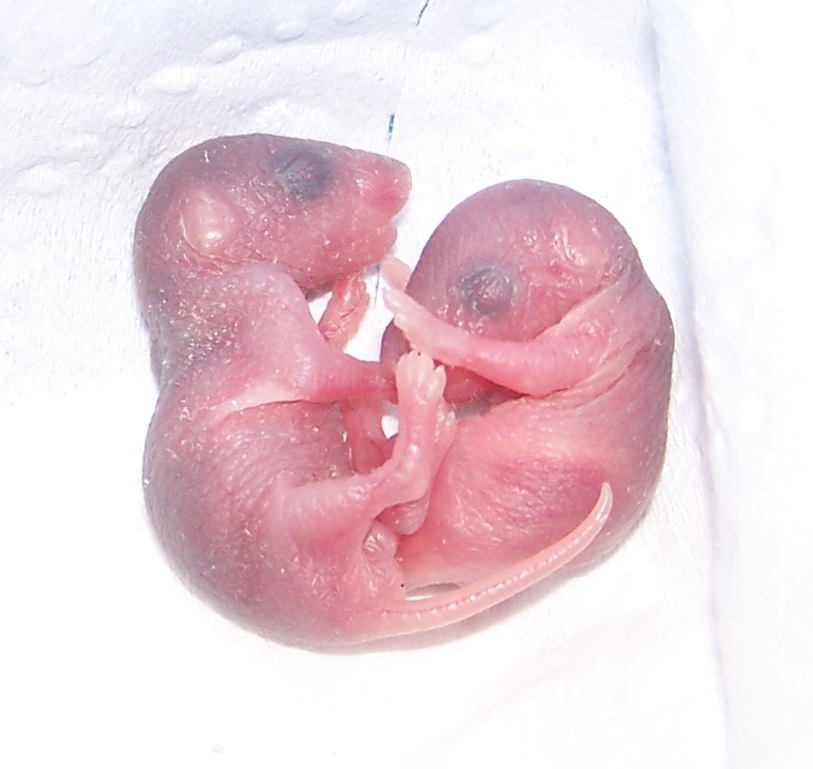
Filhotes com apenas 1 dia de vida

A idade de reprodução de um rato é de cerca de 50 dias em ambos os sexos, embora as fêmeas possam ter seu primeiro cio entre 25 e 40 dias. Os ratos possuem ciclo estral durante todo o ano, e a ovulação é espontânea. A duração do ciclo estral é de 4-5 dias e o estro em si dura cerca de 12 horas, ocorrendo durante a noite.
Esfregações vaginais ajudam no acasalamentos para determinar a fase do ciclo estral. O acoplamento é geralmente nocturno e pode ser confirmada pela presença de um sphragis na vagina até 24 horas após a cópula. A presença de esperma vaginal também é um indicador fiável de acasalamento.
Camundongos fêmeas quando alojadas juntas tendem a não entrar em ciclo estral. Se exposto a um rato macho ou os feromônios de um rato macho, a maioria das fêmeas vai entrar em cio em cerca de 72 horas. Esta sincronização do ciclo estral é conhecida como o efeito de Whitten. A exposição de uma rata recém-criada aos feromônios de um rato macho desconhecido pode impedir a implantação, um fenômeno conhecido como o efeito Bruce.
O período de gestação média é de 20 dias. Após o parto, cerca de 14–24 horas, o aleitamento é iniciado. A média de indivíduos em uma ninhada é de 10 a 12 indivíduos.

## Ratos de laboratório

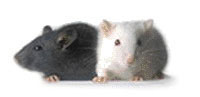
Ratos usados em testes de laboratório

Ratos são os mais comuns animais de experimentos biológicos e psicológicos principalmente porque são mamíferos, e também porque eles compartilham um alto grau de homologia com os seres humanos. O genoma do rato foi sequenciado e constatado que praticamente todos os genes são homólogos aos humanos. Eles também são bastante comuns e podem ser manipulados de formas que seriam consideradas pouco éticas para alguns grupos de direitos dos animais.
Há outras razões pelas quais os ratos são usados em pesquisas de laboratório. Ratos são pequenos, baratos, de fácil manutenção, e podem se reproduzir rapidamente. Várias gerações de ratos podem ser observadas num período relativamente curto de tempo. Ratos são geralmente muito dóceis. No entanto, algumas espécies têm sido reconhecidas por serem bastante temperamentais. Camundongos e ratos têm os mesmos órgãos nos mesmos lugares, apenas de tamanho diferente.
Diversas estirpes de ratos de laboratório, partilhando a mesma origem genética,  são utilizadas em experiências. Assim,  entre os mais comuns estão o rato Wistar, um rato albino, que foi o primeiro rato desenvolvido para testes de laboratório , e o Sprague Dawley,  muito utilizado na investigação médica e nutricional, um animal calmo, fácil de manusear, mas com tendência acentuada para desenvolver tumores, tal como o Long–Evans.

## Anatomia gástrica

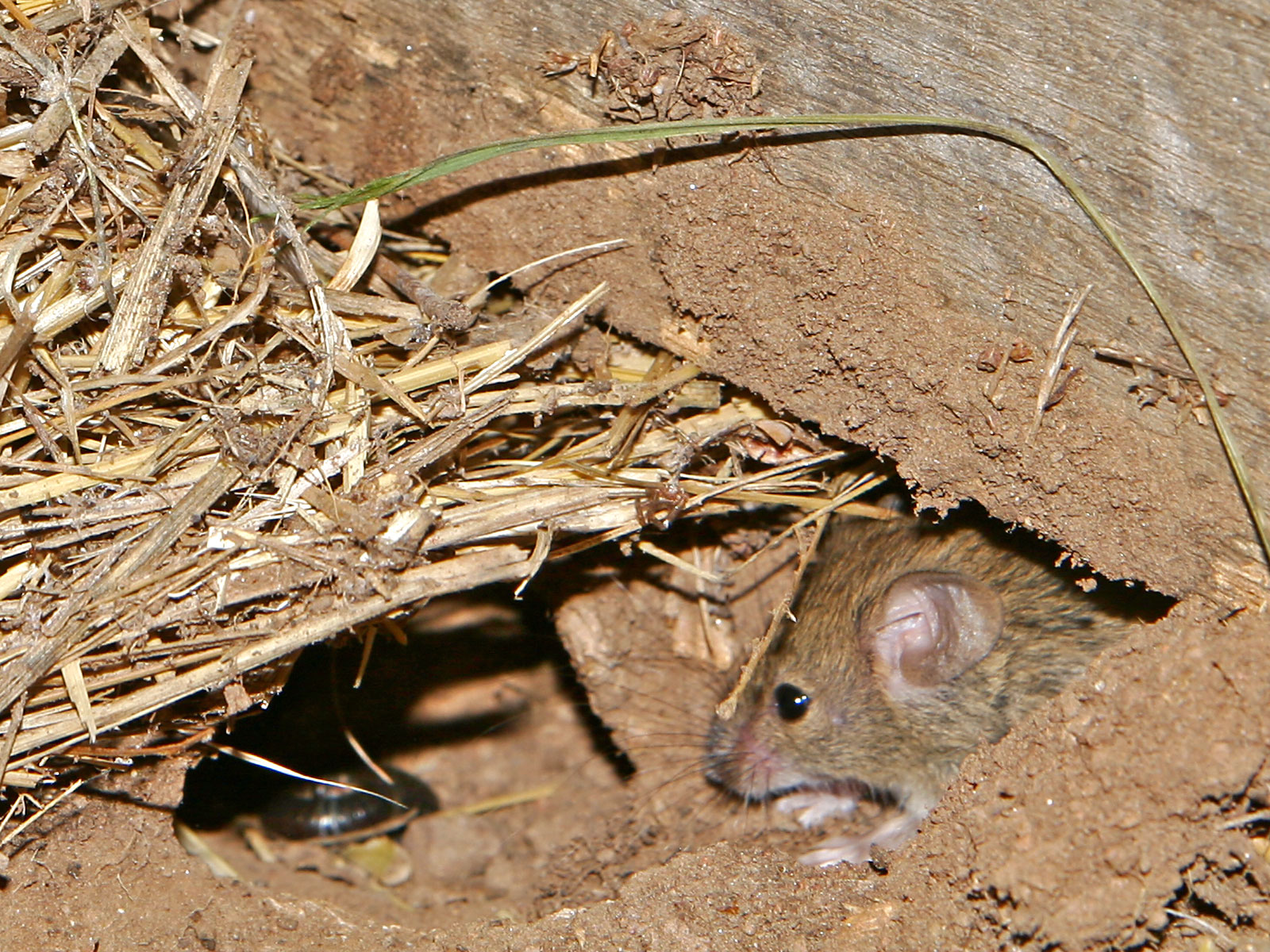
Rato-do-campo.

Os ratos não são capazes de vomitar, devido ao fato de que o vômito exige a ação de diversos músculos abdominais, do esôfago e do diafragma para expelir o conteúdo do estômago. Nos ratos a musculatura diafragmática é incapaz de produzir as contrações que seriam necessárias para exercer pressão sobre o estômago e provocar o vômito. Além de que a barreira que se situa entre o estômago e o esôfago no rato é rígida o bastante para impedir que o esôfago possa se contrair. Os ratos também não possuem no cérebro o "centro do vômito" que nós humanos possuímos. O centro do vômito serve para ligar e coordenar os nervos e músculos envolvidos no processo. Este sistema coordenado não existe nos ratos. Por todas essas razões, os ratos também não podem arrotar. Entretanto, os ratos possuem os sentidos mais desenvolvidos que evitam ingerir uma substância suspeita, outra estratégia é comer barro, o que ajuda a neutralizar algumas das toxinas nos alimentos que ingerem para que eles não possam exercer os seus efeitos nocivos.